# 中華民國無犯罪促進會
中華民國無犯罪促進會（The Association for No Crime of the Republic of China），全名為社團法人中華民國犯罪促進會，於2009年三月經內政部核准設立，同年八月份於花蓮地方法院完成法人登記。會址設於花蓮市。
無犯罪又稱為可明納，是山達基教會推廣的罪犯再教育計劃，通常與該教會的那可拿毒品戒治計劃共同實施。

## 歷史由來

### 淨耀法師出國演講
1998年淨耀法師受邀至美國的佛羅里達州、巴西、阿根廷等國家演講，順道參訪墨西哥。他發現墨西哥監獄是運用可明納(Criminon)計劃來協助犯人戒治毒癮。他再到猶他洲的第四感化院參觀，同年這套戒毒和罪犯矯正技術，由淨耀法師所領導的淨化社會文教基金會正式引進國內。
這些模範計劃在美國和墨西哥已經關閉。在美國阿布奎基市試辦可明納計劃的機構「第二次機會」，因為財政困難，并違反了多項協議，被该市市長下令於2009年1月31日關閉。第二次機會花了公款150萬美元，關閉時欠下稅局、州、市政府共67萬2千美元。

## 計畫成果
無犯罪促進會推動的無犯罪計劃課程，在全台包括花蓮、屏東、台東、新店等六個監所中實行，獲得所方及收容人的支持肯定。該會目標更設定要執行於全台10個以上的矯正單位，以幫助更多的收容人及吸毒者。另外，無犯罪促進會於宜、花、東三縣市所舉辦的校園反毒、反黑幫、防霸凌的宣導。在99學年度，共執行宣導了118場次，服務了12,259位以上的師生。該活動也獲得花蓮地檢署緩起訴處分金之補助，將持續為東部偏遠鄉鎮學童做毒品預防，及霸凌防範處理之宣導。

## 課程
可明納教材並沒有毒品和對成癮者身體影響的基本醫學常識。可明納起源是沒有那可拿戒治單元的函授課程，犯人把課程要求的書面答案寄回可明納，答案得到志願者檢閱，課程材料得到教徒捐贈，計劃可以免費提供。犯人可以私人參加，因此監獄官方往往並沒有紀錄。
該促進會所採用的課程稱為無犯罪計畫，是由四個山達基課程所組成的。

### 溝通課程
山達基教會的溝通與面對能力課程，在教會內部稱爲演練常式或訓練例程。
此溝通單元與教會和那可拿的一系列訓練常式相同，例如對煙灰缸大叫數小時要它站起來，旁人會感覺到怪異，其中誘牛常式甚至於鬧上法庭，學員控告那可拿助長口頭性侵。

### 學習技術
教會的增進學習能力的課程，內部也同樣稱爲學習技術。根據英國《衛報》，此學習技術在美國只有在賀伯特管理學院及山達基教會學校使用，他們全都沒有被區域或國家認可。
英國社會學家羅·伊瓦利斯評論說，學習技術是灌輸山達基的一個關鍵因素，用以協助把握教義緩慢的人。其基本原則是，不理解或不同意一篇文章的意義，不是由於文章的錯誤——比如它是荒謬的——而是因為讀者不理解一個詞或概念。讀者根據此技術來學著懷疑自己的判斷；學著從賀伯特的作品中尋找一點意義，毫無疑問他的作品大部分是神化的；或學著默許接受難以理解的論述，希望日後一切都會明確化。極端乏味的「清字法」，會停頓和抑制個人的關鍵思想，並使讀者準備接受，賀伯特理論的本質是有意義的。

### 快樂之道
快樂之道是教會對外的宣導計劃。快樂之道提倡真實是相對的，這些相對哲學現今被稱為詭辯，早在二千多年前已被蘇格拉底和他的弟子否定。。快樂之道注重樹立好榜樣，儘管賀伯特違背了多項自己的指引，并且有重婚紀錄。根據英國大使館的調查，賀伯特開設了一所模擬大學，給自己不受到任何承認的博士學位。美國軍官協會指控他是多枚紫心勳章的騙子。

### 壓抑者理論
是教會的社會人格及反社會人格者課程，有著一套特別的理論。山達基經文戴尼提裏說有2.5%的人類是有反社會人格，因爲沒有足夠的資源打救他們，在山達基世界裏可以把他們默默地除去。而人生低潮如上課程沒有進展，必然是身邊遇到反社會人格者，要把他們找出來隔離，親友也要斷絕。
1978年，山達基教會的「白雪公主行動」被揭露，是當時美國有史已來最大的國內間諜事件，罪行包括在聯邦檢察官辦公室和國內稅收服務進行滲透、竊聽、竊取文件。十一名山達基高層主管被判罪二至六年(包括緩刑)，賀伯特妻子也在其中，在加拿大被定罪的還未算在內。賀伯特本人被官方稱為「未被起訴的同謀者」，至死躲起來，沒有在公眾露面。同年，賀伯特在法國的缺席審訊中被判作弊有罪，監禁四年，罰款三萬五千，他至死也是法國逃犯。

醫學專家指出，那可拿計劃是可以致死的。亞利桑那州立監獄健康管理員理查德·普拉特在訪問中說：「我擔懮這些療法，特別是桑拿，可以殺人。」

### 犯罪矯正後，再犯之成果統計
該項罪犯矯正技術稱為：Criminon計劃，為期三十個工作天。在目前毒品氾濫、毒品犯罪再犯率高的社會中，對於收容人而言，這項計畫提供一個明確可行的改善的方向，結業的更生人再犯率確實偏低。
花蓮看守所所長巫滿盈表示，自2007年十二月十日開課以來至2009年，前後幫助將近兩百名收容人遠離犯罪。巫所長統計了前八期結業學員的再犯情形，勒戒出所的同學共有六個人再犯。六個人中有兩位女收容人沒有上過此課程，兩位是因其他案件被追訴刑期，只有兩位是真的再犯，一位只上了十三天，另一位則上了十九天，兩位並沒有完成全部的課程。
新墨西哥KRQE電視台調查發現，第二次機會宣稱的無犯罪計劃成功率，遠高於真實。第二次機會宣稱10%畢業生重犯，而電視台得到的第二次機會內部資料顯視，重犯率接近32%。重犯包括六名第二次機會的教員，罪行包括販毒、監獄走私。 新墨西哥大學研究結果，畢業後100日內，8.6% 犯新罪，22.9% 違反保釋。 新墨西哥車里縣官員陳述，13名犯人接受計劃，三人畢業，其中兩人後來再犯入獄。

## 外部連結
1. 更生日報：全國無犯罪促進會成立
2. 佛學數位圖書館：淨耀法師
3. 淨耀法師：淨耀法師
4. 更生日報：花蓮無犯罪計畫# 台灣黃葉：
5. 人間新聞影片：台東無犯罪計畫（页面存档备份，存于）
6. 智邦電子報：新店無犯罪計畫課程開始（页面存档备份，存于）
7. 更生日報：花監無犯罪計畫　百餘受刑人成長、改變看得到
8. 快樂之道教材：快樂之道（页面存档备份，存于）
9. 更生日報：花蓮看守所第七期無犯罪計畫結訓　遠離犯罪　助收容人不再回籠、看守所開辦無犯罪計畫課程